# Podjagodne
Podjagodne – przysiółek wsi Grzybowa Góra w Polsce, położony w  województwie świętokrzyskim w powiecie skarżyskim w gminie Skarżysko Kościelne.
W latach 1975–1998 przysiółek administracyjnie należał do województwa kieleckiego.